# Embryonopsis halticella
Embryonopsis halticella är en fjärilsart som beskrevs av Eaton 1875. Embryonopsis halticella ingår i släktet Embryonopsis och familjen Plutellidae. Inga underarter finns listade i Catalogue of Life.